# Hayenaobao
Hayenaobao (kinesiska: 哈业脑包, 哈业脑包乡) är en socken i Kina. Den ligger i den autonoma regionen Inre Mongoliet, i den norra delen av landet, omkring 160 kilometer väster om regionhuvudstaden Hohhot.
Genomsnittlig årsnederbörd är 484 millimeter. Den regnigaste månaden är juli, med i genomsnitt 133 mm nederbörd, och den torraste är januari, med 2 mm nederbörd.